# Phoenix (banda)
Phoenix és un grup francès de rock alternatiu amb influència del synthpop i de la cultura underground format a finals dels anys 90 a Versalles, França.

## Història
El conjunt es va formar l'any 1999 al suburbi parisenc de Versalles, dins dels mateix moviment que va veure nàixer a Air i Daft Punk a finals dels 90. Phoenix va començar fent un remix del senzill "Kelly Watch the Stars" d'Air. Es van tornar ràpidament en un èxit "underground" gràcies al so loungy/mellow i sense pretensions del seu àlbum del 2000 United.
El seu més gran èxit, "Too Young" (formant part de la BSO de la pel·lícula dels germans Farrelly Shallow Hal i Lost in Translation de Sofia Coppola), va propulsar l'àlbum amb la suficient força per aconseguir un contracte per a un segon disc el 2004: Alphabetical. Aquest àlbum va reeixir moderadament, tenint senzills com "Everything is Everything" i "Run Run Run" en bones posicions a les llistes d'èxits.
Després de l'eixida del disc Alphabetical, el grup va fer una gira mundial, tocant 150 vegades arreu de 3 continents. Aquesta gira va ser seguida per l'eixida de l'àlbum en viu LIVE! ThirtyDaysAgo, tret al mercat 30 dies després d'acabar la gira.
Poc temps després van viatjar a Berlín a l'estiu de 2005 per establir-se als estudis Planet Roc i produir el seu tercer àlbum It's Never Been Like That. Per a promocional l'eixida d'aquest material, van realitzar una gira arreu dels EUA i Europa a l'abril del 2006.
A començaments de l'any 2009 van traure el seu quart treball anomenat Wolfgang Amadeus Phoenix gravat a París, el qual va guanyar el Grammy al millor àlbum de música alternativa de l'any 2009 amb els seus dos senzills Lisztomania i 1901.

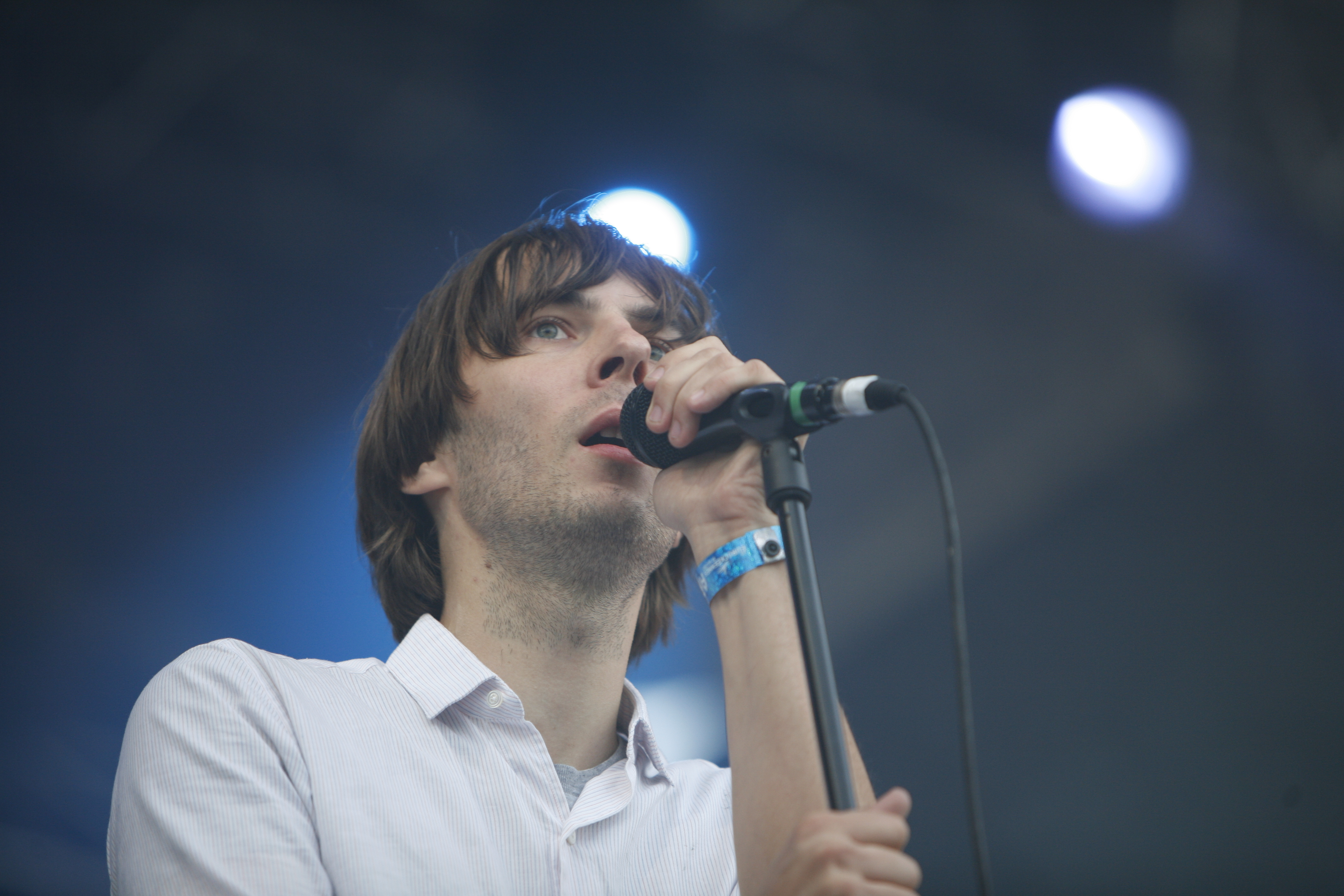
Thomas Mars – Cantant
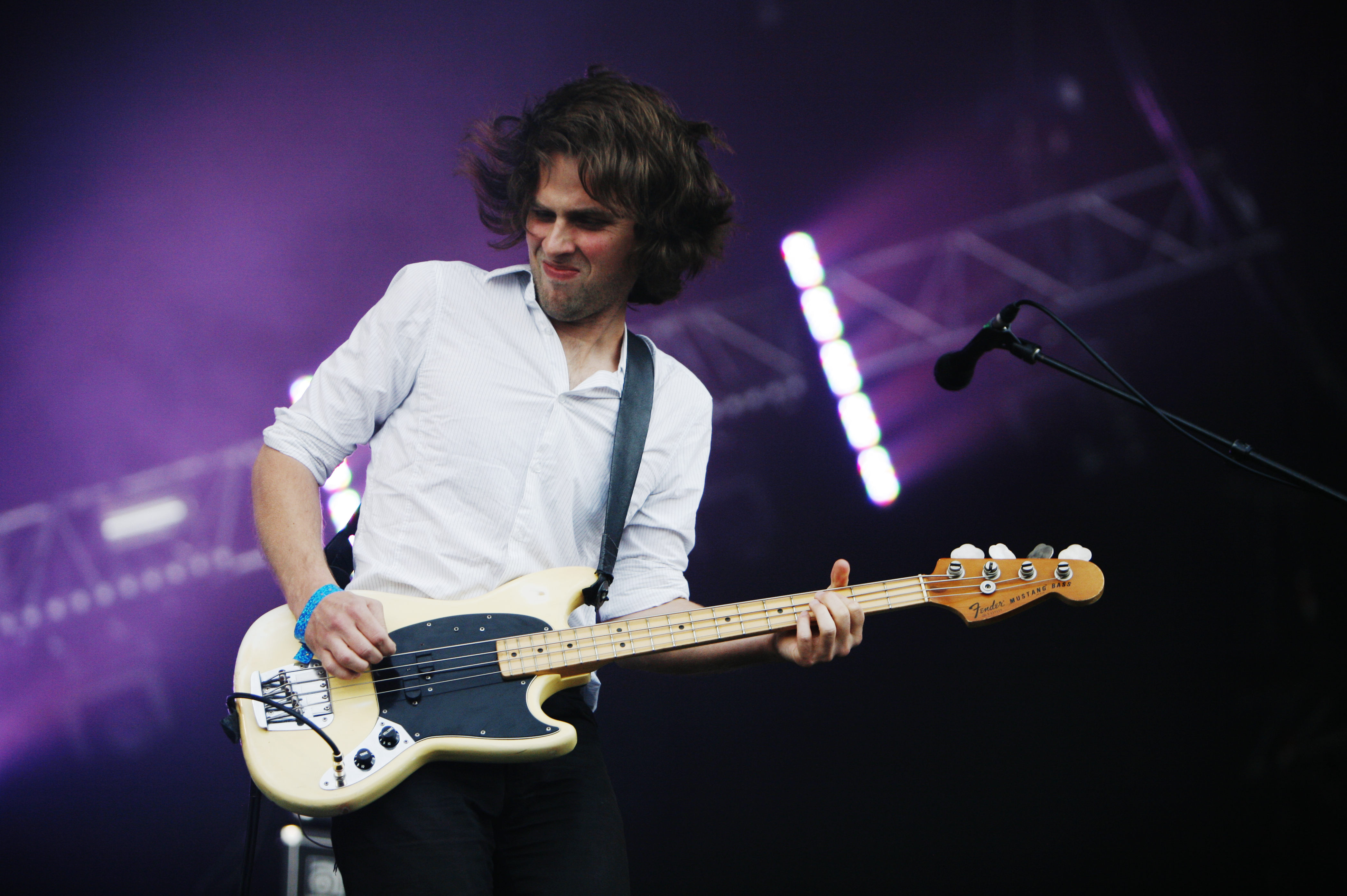
Deck D'Arcy – Baix
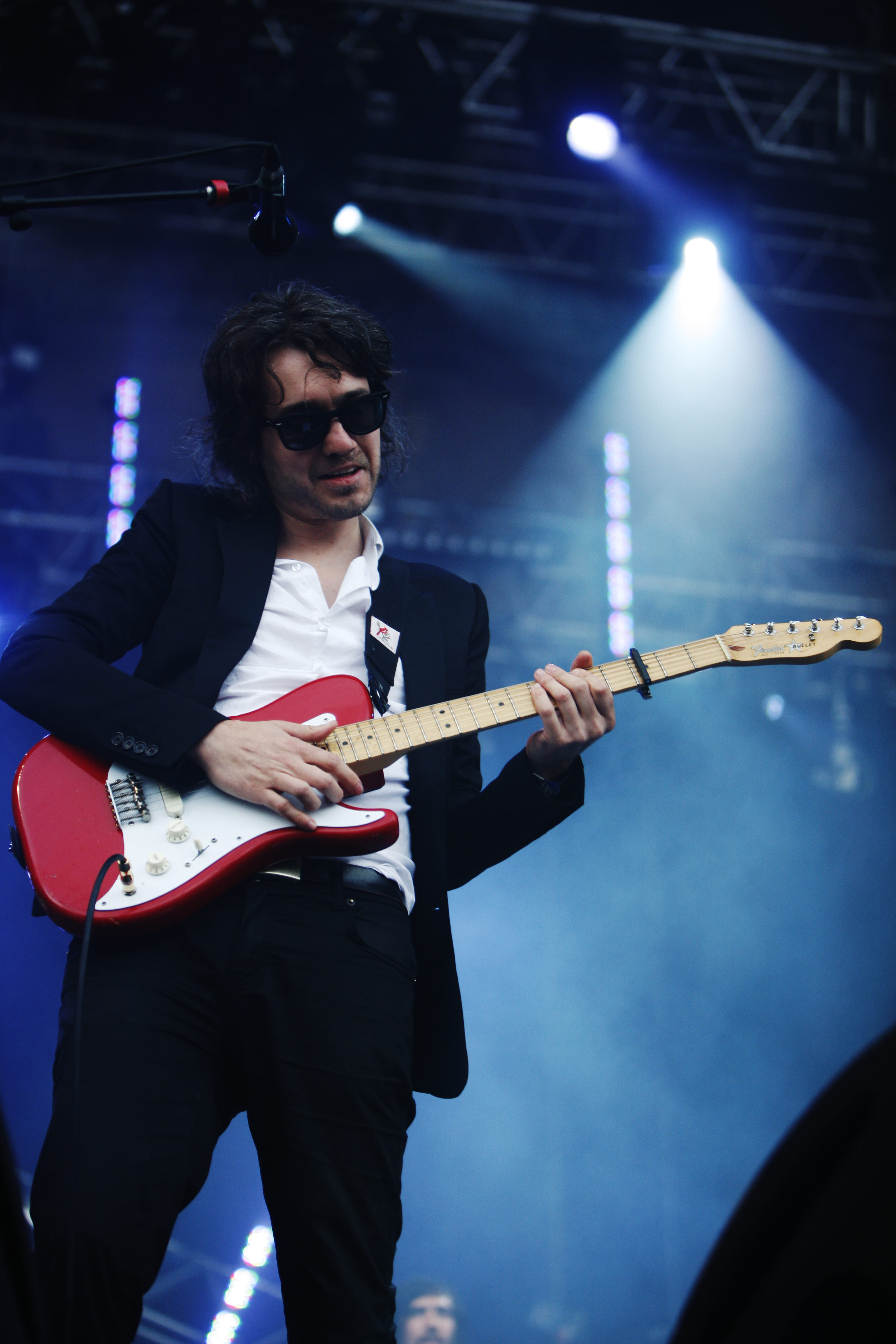
Laurent Brancowitz – Guitarra
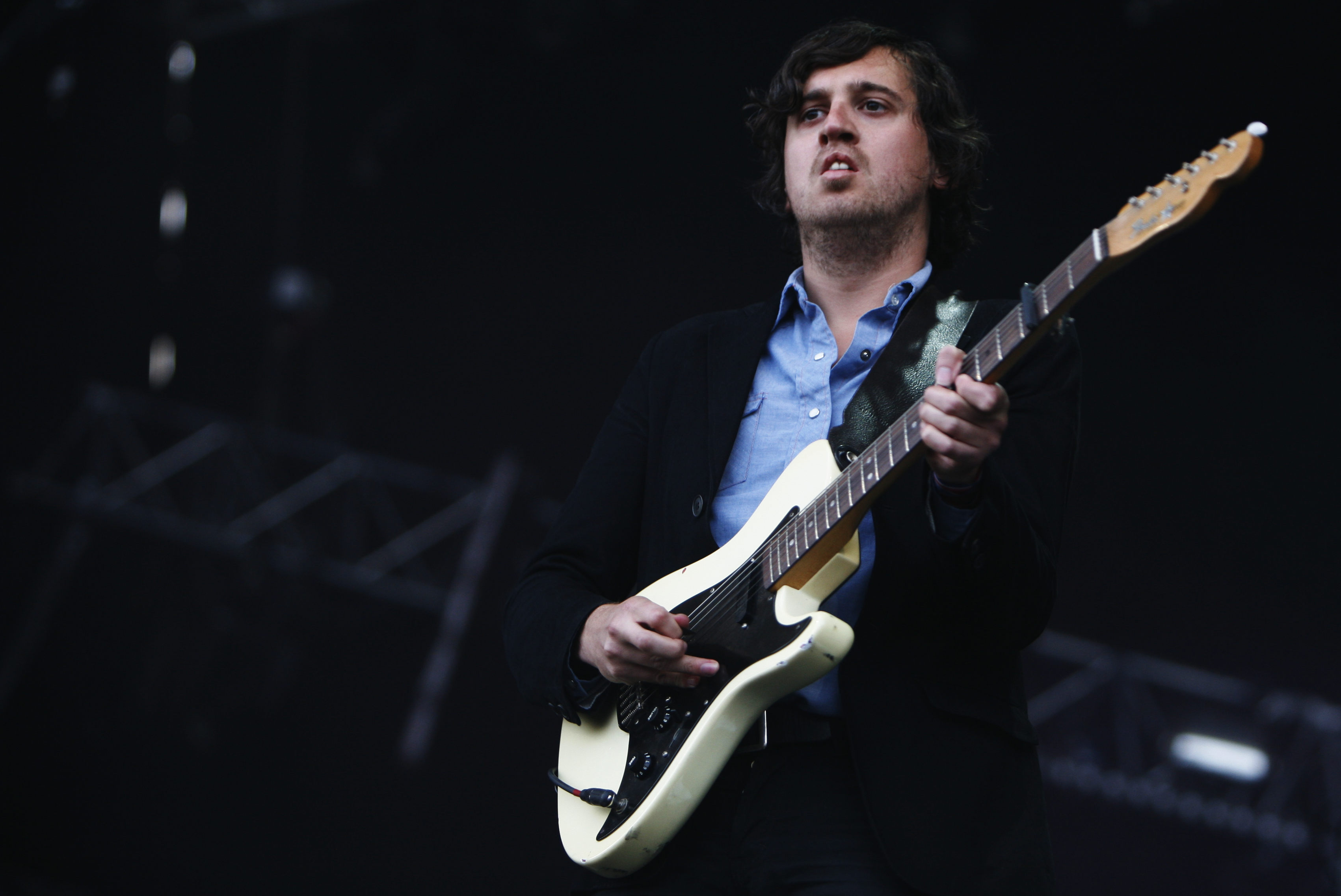
Christian Mazzalai – Guitarra

## Treballs
Àlbums d'estudi
- 2000: United
- 2004: Alphabetical
- 2006: It's Never Been Like That
- 2009: Wolfgang Amadeus Phoenix
- 2013: Bankrupt!
- 2017: Ti Amo[1]

Àlbums en directe
- 2004: Live! Thirty Days Ago

Vídeos musicals
- "Too Young" dirigit per Steven Hanft
- "If I Ever Feel Better" dirigit per Alex & Martin
- "Funky Squaredance" dirigit per Roman Coppola
- "Run Run Run" dirigit per Mathieu Tonetti
- "Long Distance Call" dirigit per Roman Coppola
- "Consolation Prizes" dirigit per Daniel Askill
- "Lisztomania" dirigit per Antoine Wagner
- "1901" dirigit per Bogstandard (Ben Strebel & Dylan Byrne)